# Coro Nacional de España

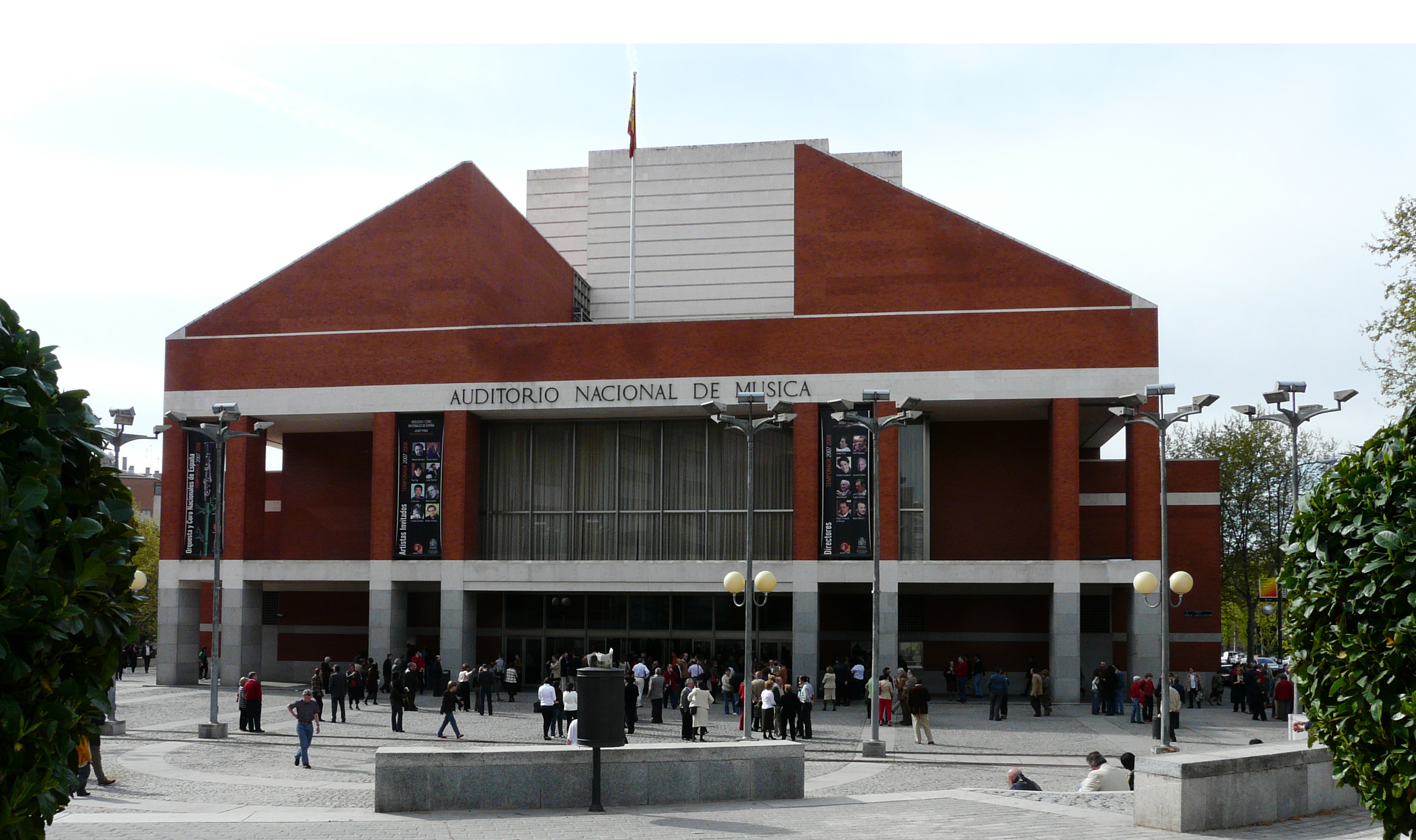
Auditorio Nacional de Música en Madrid, sede del Coro Nacional de España.

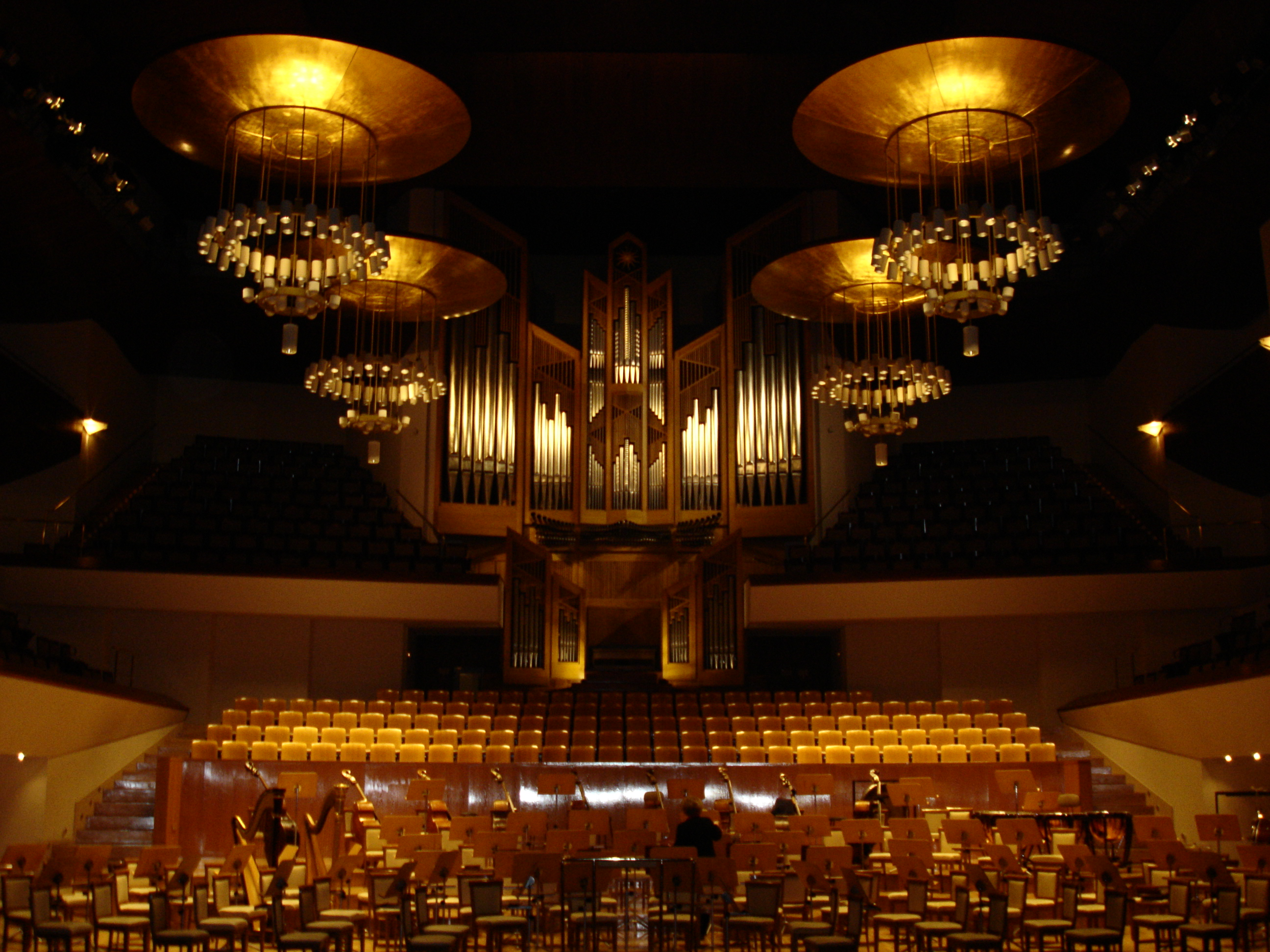
Sala Sinfónica del Auditorio Nacional de Música.

El Coro Nacional de España fue fundado en 1971 y tiene su sede en el Auditorio Nacional de Música de Madrid.

## Historia
- El Coro Nacional de España fue fundado por Lola Rodríguez Aragón con la denominación inicial de Coro de la Escuela Superior de Canto. Su presentación se produjo en el Teatro Real de Madrid el 22 de octubre de 1971, interpretando junto a la Orquesta Nacional de España, dirigida por Rafael Frühbeck de Burgos, la Segunda Sinfonía en Do menor, "Resurrección", de Gustav Mahler.
- Desde su fundación y como un servicio público, ha servido para difundir principalmente, la música coral y sinfónica española de todos los tiempos, desde obras a capela hasta las grandes composiciones sinfónico-corales u operísticas.
- Aparte de la temporada estable de conciertos con la Orquesta Nacional de España, así como Ciclos de Cámara y Polifonía o Música Coral, coopera con las más destacadas orquestas españolas y extranjeras.
- Entre los directores más importantes que han dirigido el Coro Nacional de España se encuentran:

Rafael Frühbeck de Burgos, Igor Markevitch, Sergiu Celibidache, Sergiu Comissiona, Yehudi Menuhin, Antoni Ros-Marbà, Jesús López Cobos, Cristóbal Halffter, Josep Pons, Aldo Ceccato, Yuri Ahronovitch, Riccardo Muti, Eliahu Inbal, Peter Maag, Helmuth Rilling, George Pehlivanian y José Ramón Encinar.
- En 2008, el número de componentes del CNE ascendía aproximadamente a 100 cantantes, en 2014, 78.
- Junto a la Orquesta Nacional de España está integrado en el Instituto Nacional de las Artes Escénicas y de la Música (INAEM) del Ministerio de Cultura de España.
- S. M. la Reina de España ostenta la presidencia de honor de la Orquesta y Coro Nacionales de España.

### Hechos más relevantes
Entre sus hechos más relevantes destacan:
- En 1976, México escogió al Coro Nacional de España para la presentación oficial de la Orquesta de las Américas, realizando una gira mexicana interpretando ocho veces el Réquiem de Verdi.
- En 1977, en el Teatro Real de Madrid, participó en la primera grabación mundial de La Atlántida, cantata escénica de Manuel de Falla, completada por Ernesto Halffter con la Orquesta Nacional de España y dirigida por Rafael Frühbeck de Burgos para EMI/ La voz de su amo.
- En 1983, junto a la Orquesta Nacional de España y con la dirección de Jesús López Cobos interpretó La vida breve de Manuel de Falla en el concierto anual de la Asamblea de las Naciones Unidas en Nueva York.
- En 1985, junto con la Orquesta Filarmónica de Lieja y bajo la dirección de Pierre Bartholomée, estrenó la obra encargo del festival Europalia 85, Viatges i Flors de Luis de Pablo.
- En 1987, participó en el Festival Pau Casals de Puerto Rico, ampliando la gira a Santo Domingo (República Dominicana).
- El 13 de octubre de 1988 participó, con la Orquesta Nacional de España, en el concierto extraordinario celebrado como despedida del Teatro Real de Madrid como sala de conciertos con las obras Homenajes (suite) de Manuel de Falla y la Novena Sinfonía de Beethoven, bajo la dirección de Jesús López Cobos.[1]
- El 21 de octubre de 1988 inauguró junto a la Orquesta Nacional de España, dirigidos por Jesús López Cobos el Auditorio Nacional de Música de Madrid con la obra La Atlántida de Manuel de Falla.
- En 1993 participó en los funerales de Don Juan de Borbón en la Basílica de San Lorenzo de El Escorial.
- En 1995, en Sevilla, durante el enlace matrimonial de S.A.R. la infanta Doña Elena, participó junto a la Orquesta Sinfónica de Sevilla, dirigida por Vjekoslav Sutej.
- En 1998 participó en un concierto en la Expo Universal de Lisboa.
- En 1999 grabó en la Sala Sinfónica del Auditorio Nacional de Música de Madrid para Decca, London 2000 la ópera inédita de Isaac Albéniz, Merlín con la Orquesta Sinfónica de Madrid, dirigidos por José De Eusebio. Este álbum ganó en 2001 el Premio Grammy Latino para el mejor álbum clásico. También con esta obra participó en Saarbrücken dentro del Festival de Música de El Sarre que estaba dedicado a la música española.
- En 2003 grabó junto con la Orquesta Sinfónica de Madrid, dirigidos por Pedro Halffter la ópera Don Quijote de Cristóbal Halffter, consiguiendo en la IX Edición de los Premios de la Música el galardón de Mejor Intérprete de Música Clásica.
- En 2004, en Madrid, Catedral de la Almudena, con la Orquesta RTVE y dirigidos por Jesús López Cobos participó en el enlace matrimonial de Felipe de Borbón y Grecia.
- El 27 de junio de 2006 estrena junto a la Orquesta Nacional y dirigidos por Arturo Tamayo, en el Palacio de Carlos V de Granada el Réquiem de José García Román, obra encargo del Festival Internacional de Música y Danza de Granada y del Festival Internacional de Santander, donde el 22 de agosto se repitió el concierto en su Palacio de Festivales.
- En marzo de 2007 con la Orquesta Nacional de España y el maestro Josep Pons en el Konzerthaus de Viena, con obras de Falla y posteriormente, un concierto de coro con órgano dirigido por Mireia Barrera en la Votivkirche, también en Viena, con obras de Bruckner, Brahms, Rheinberger y Mompou.
- En septiembre de 2007 comenzó una gira en el Kulturpalast de Dresde de la mano de Rafael Frühbeck de Burgos y la Orquesta Filarmónica de Dresde con La Vida Breve de Falla y la Octava Sinfonía de Mahler. La gira finalizaría participando en el Festival de Otoño de Bucarest, con la misma orquesta, director y obras.
- Durante los meses de abril y mayo de 2008 se sucedieron varios conciertos novedosos en Valladolid (Teatro Calderón), Madrid (Auditorio Nacional de Música) y Úbeda (Hospital de Santiago) organizados por el Coro Nacional y su directora en los que conjuntaron danza y música coral, con la Compañía de Danza Santamaría con obras de Antonín Dvořák y Leoš Janáček.
- A lo largo de 2008, también el CNE participó en la "Semana de Música Religiosa" de Cuenca y en la "Quincena Musical Donostiarra" de San Sebastián, interpretando Tres pequeñas liturgias de la presencia divina, de Olivier Messiaen y en la "Bienal de Flamenco" de Sevilla con La vida breve.
- En octubre de 2008, ofreció cuatro conciertos de La Vida Breve de Falla junto a la Orquesta Filarmónica de Nueva York y dirigidos por Rafael Frühbeck de Burgos en el Avery Fisher Hall del Lincoln Center de Nueva York. Se inauguran los Ciclos de Música Coral en el Auditorio Nacional.
- El 8 de enero de 2010, el CNE participó en la "Gala Inaugural" de la Presidencia española de la Unión Europea en el Teatro Real de Madrid clausurando la misma con la interpretación del Himno a la alegría.[2] En mayo, actuó en el Teatro del Capitolio de Toulouse con la Orchestre national du Capitole con la Novena Sinfonía de Beethoven y la cantata Alexander Nevski de Prokófiev bajo la dirección del maestro Pons. Como preparación a la conmemoración del 40.º Aniversario del Coro Nacional que se cumplirá en 2011, la compañía Decca grabó un CD dirigido por su titular, Mireia Barrera, que sería presentado al año siguiente. En septiembre, la titularidad de su dirección coral pasó a Joan Cabero.
- El 16 de octubre de 2011, y como parte de la conmemoración del 40.º Aniversario de su fundación, el CNE celebró un concierto extraordinario interpretando Un réquiem alemán de Brahms junto a la Orquesta Nacional de España, dirigidos por Josep Pons y se puso a la venta, con el sello Decca, el CD conmemorativo de Música coral española dirigido por Mireia Barrera con obras, entre otros, de Victoria, Guerrero, Mompou o Abril.
- El 4 de mayo de 2012, el Coro Nacional es invitado a participar por la Biblioteca Nacional de España en la conmemoración de su Tricentenario con distintas obras a capela. El 24 de junio de ese mismo año, en el marco del Palacio de Carlos V en Granada, se celebró dentro del Festival Internacional de Música y Danza de Granada un concierto dirigido por el maestro Pons con el Réquiem de Ligeti y la Novena Sinfonía de Beethoven.
- En 2014 se crea el nuevo sello discográfico de la Orquesta y Coro Nacionales de España, cuya primera grabación en vivo fue la cantata Carmina Burana de Carl Orff, dirigido por Rafael Frühbeck de Burgos (su última grabación). Bajo el motivo de "Revoluciones" para la temporada 2014-2015 se han programado, entre otros, conciertos especiales con formatos novedosos bajo la fórmula de "Cine, Música y Videojuegos" como el Video Games Live, creado por Tommy Tallarico y Jack Wall, o interpretando la música compuesta por Howard Shore al tiempo que se proyecta la película El Señor de los Anillos: la Comunidad del Anillo.[3]
- En enero de 2015, Miguel Ángel García Cañamero es nombrado nuevo director del Coro Nacional de España, que ya era subdirector del mismo desde 2011.[4]

## Obras más interpretadas
- A lo largo de su historia, la obra más interpretada por el Coro Nacional de España, ha sido la Novena Sinfonía de Beethoven.
- En segundo lugar, el Réquiem de Verdi.
- En tercer lugar se encuentra La vida breve de Manuel de Falla.

## Directores principales
- Miguel Ángel García Cañamero (Desde 2015)
- Joan Cabero (2010-2014)
- Mireia Barrera (2005–2010)
- Lorenzo Ramos (2003–2005)
- Rainer Steubing-Negenborn (1995–2003)
- Adolfo Gutiérrez Viejo (1992–1994)
- Alberto Blancafort (1987–1992)
- Tomás Cabrera (1987–1988)
- Carmen Helena Téllez (1987)
- Sabas Calvillo y Tomás Cabrera, dirección colegiada (1983–1986)
- Enric Ribó (1982–1983)
- José de Felipe (1980–1981)
- Sabas Calvillo y Tomás Cabrera, dirección colegiada (1980)
- Lola Rodríguez Aragón (1971–1979)